# Kanton Chunchi
Der Kanton Chunchi befindet sich in der Provinz Chimborazo zentral in Ecuador. Er besitzt eine Fläche von 273,2 km². Im Jahr 2020 lag die Einwohnerzahl schätzungsweise bei 12.800. Verwaltungssitz des Kantons ist die Kleinstadt Chunchi mit 3784 Einwohnern (Stand 2010). Der Kanton Chunchi wurde im Jahr 1944 eingerichtet.

## Lage
Der Kanton Chunchi liegt im westlichen Süden der Provinz Chimborazo. Das Gebiet liegt in den Anden. Der Río Chanchán fließt entlang der nördlichen Kantonsgrenze nach Westen. Entlang der südlichen Kantonsgrenze verläuft ein Gebirgskamm mit dem 4514 m hohen Ñaupán. Die Fernstraße E35 (Azogues–Riobamba) durchquert den Kanton in nordöstlicher Richtung und passiert dabei dessen Hauptort.
Der Kanton Chunchi grenzt im Süden an den Kanton Cañar der Provinz Cañar sowie im Norden an den Kanton Alausí.

## Verwaltungsgliederung
Der Kanton Chunchi ist in die Parroquia urbana („städtisches Kirchspiel“)
- Chunchi

und in die Parroquias rurales („ländliches Kirchspiel“)
- Capsol
- Compud
- Gonzol
- Llagos

gegliedert.